# مقاطعة بينيلاس (فلوريدا)
مقاطعة بينيلاس، فلوريدا (بالإنجليزية: Pinellas County, Florida)‏ هي إحدى مقاطعات ولاية فلوريدا في الولايات المتحدة. ، بلغ عدد سكانها 921319 نسمة في عام 2010 حسب إحصاء مكتب تعداد الولايات المتحدة وتصل الكثافة السكانية فيها 1264.19 نسمة/كم2.

## المناخ
يظهر الجدول التالي التغييرات المناخية على مدار السنة لمقاطعة بينيلاس:
| البيانات المناخية لـمقاطعة بينيلاس | البيانات المناخية لـمقاطعة بينيلاس | البيانات المناخية لـمقاطعة بينيلاس | البيانات المناخية لـمقاطعة بينيلاس | البيانات المناخية لـمقاطعة بينيلاس | البيانات المناخية لـمقاطعة بينيلاس | البيانات المناخية لـمقاطعة بينيلاس | البيانات المناخية لـمقاطعة بينيلاس | البيانات المناخية لـمقاطعة بينيلاس | البيانات المناخية لـمقاطعة بينيلاس | البيانات المناخية لـمقاطعة بينيلاس | البيانات المناخية لـمقاطعة بينيلاس | البيانات المناخية لـمقاطعة بينيلاس | البيانات المناخية لـمقاطعة بينيلاس |
| الشهر                              | يناير                              | فبراير                             | مارس                               | أبريل                              | مايو                               | يونيو                              | يوليو                              | أغسطس                              | سبتمبر                             | أكتوبر                             | نوفمبر                             | ديسمبر                             | المعدل السنوي                      |
| ---------------------------------- | ---------------------------------- | ---------------------------------- | ---------------------------------- | ---------------------------------- | ---------------------------------- | ---------------------------------- | ---------------------------------- | ---------------------------------- | ---------------------------------- | ---------------------------------- | ---------------------------------- | ---------------------------------- | ---------------------------------- |
| متوسط درجة الحرارة الكبرى °ف (°م)  | 69.3 (20.7)                        | 70.7 (21.5)                        | 75.2 (24.0)                        | 80 (27)                            | 85.8 (29.9)                        | 89.2 (31.8)                        | 90.2 (32.3)                        | 89.9 (32.2)                        | 88.2 (31.2)                        | 83 (28)                            | 76.6 (24.8)                        | 71.1 (21.7)                        | 80.8 (27.1)                        |
| متوسط درجة الحرارة الصغرى °ف (°م)  | 54 (12)                            | 55.2 (12.9)                        | 59.7 (15.4)                        | 64.6 (18.1)                        | 70.8 (21.6)                        | 75.2 (24.0)                        | 76.6 (24.8)                        | 76.8 (24.9)                        | 75.8 (24.3)                        | 70 (21)                            | 62.9 (17.2)                        | 56.3 (13.5)                        | 66.5 (19.2)                        |
| معدل هطول الأمطار إنش (مم)         | 2.76 (70)                          | 2.87 (73)                          | 3.29 (84)                          | 1.92 (49)                          | 2.80 (71)                          | 6.09 (155)                         | 6.72 (171)                         | 8.26 (210)                         | 7.59 (193)                         | 2.64 (67)                          | 2.04 (52)                          | 2.60 (66)                          | 49.58 (1٬259)                      |
| متوسط الأيام الممطرة               | 6.3                                | 6.1                                | 6.1                                | 4.2                                | 5                                  | 10.3                               | 13.5                               | 14.2                               | 12                                 | 5.9                                | 5                                  | 5.5                                | 94.1                               |
| المصدر: NOAA                       |                                    |                                    |                                    |                                    |                                    |                                    |                                    |                                    |                                    |                                    |                                    |                                    |                                    |

## معرض صور

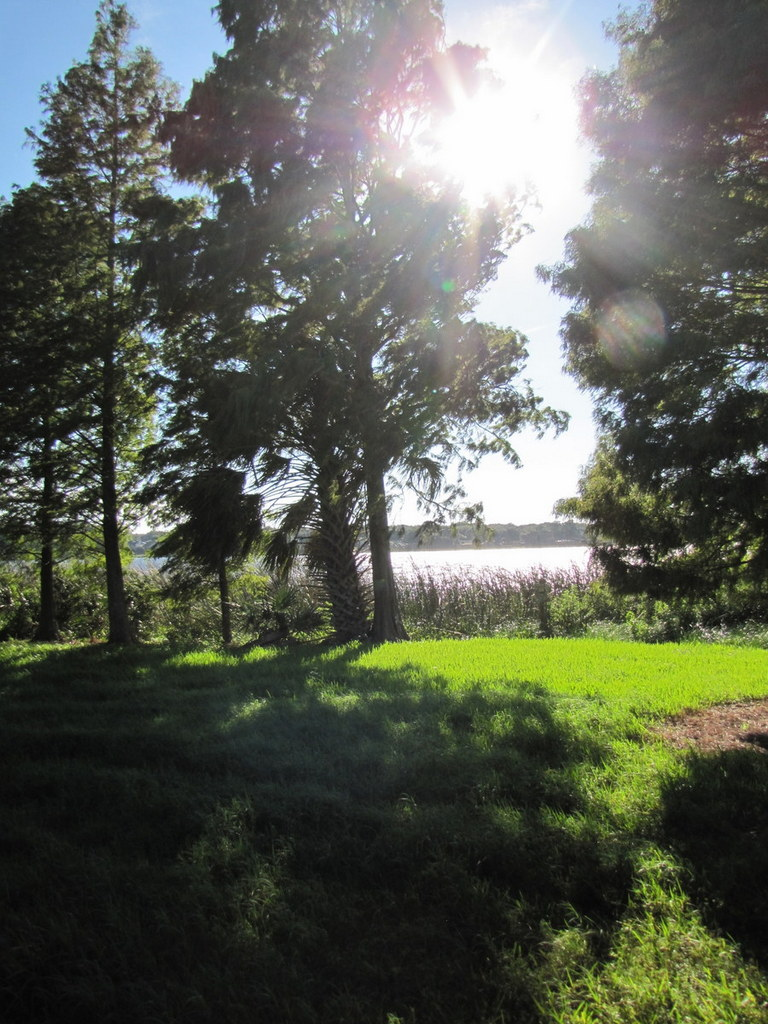
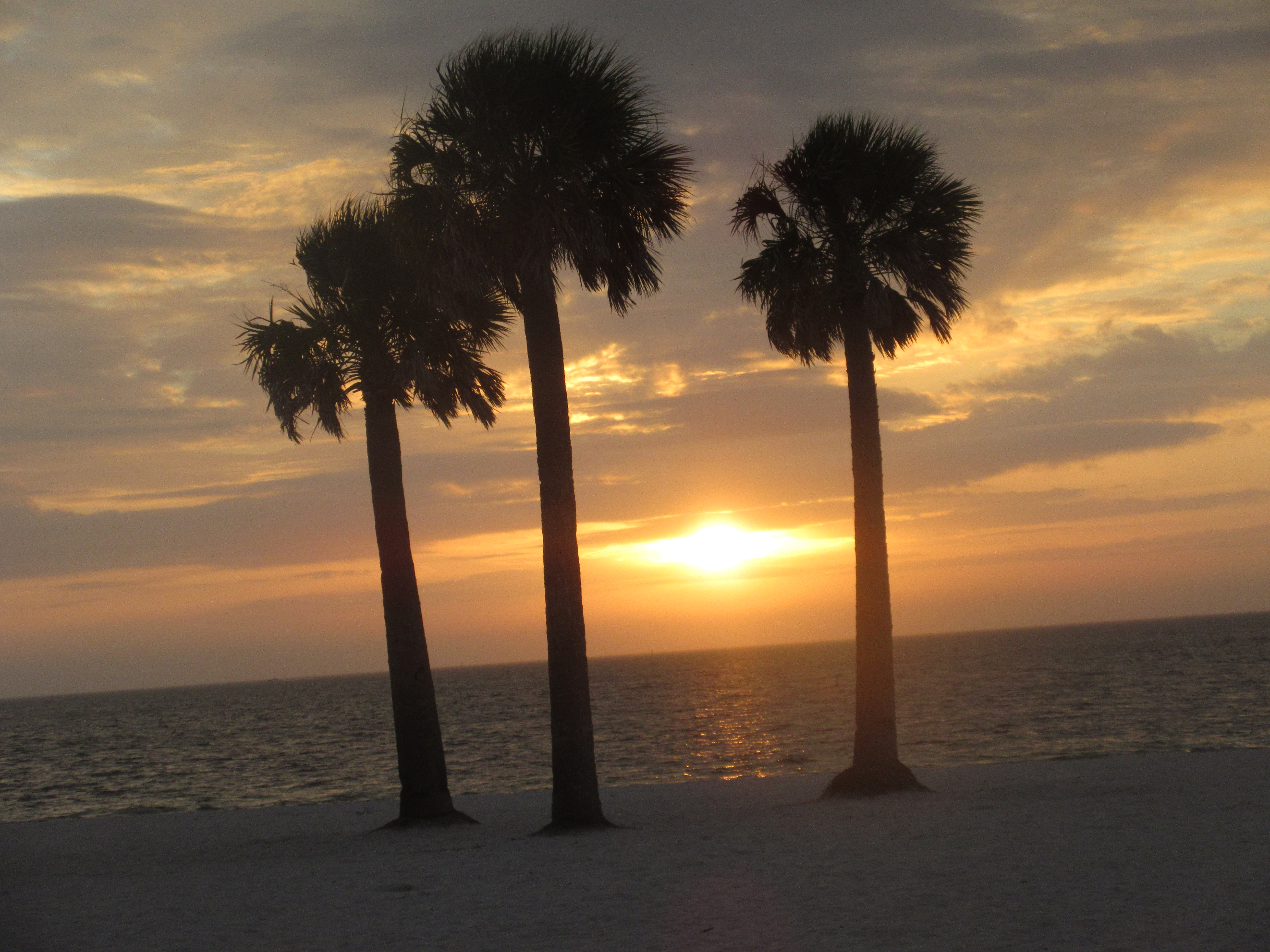
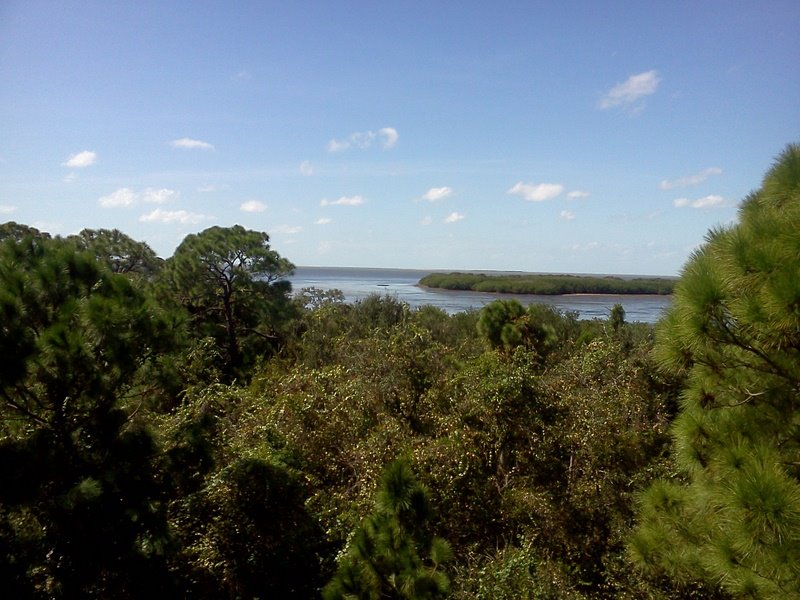
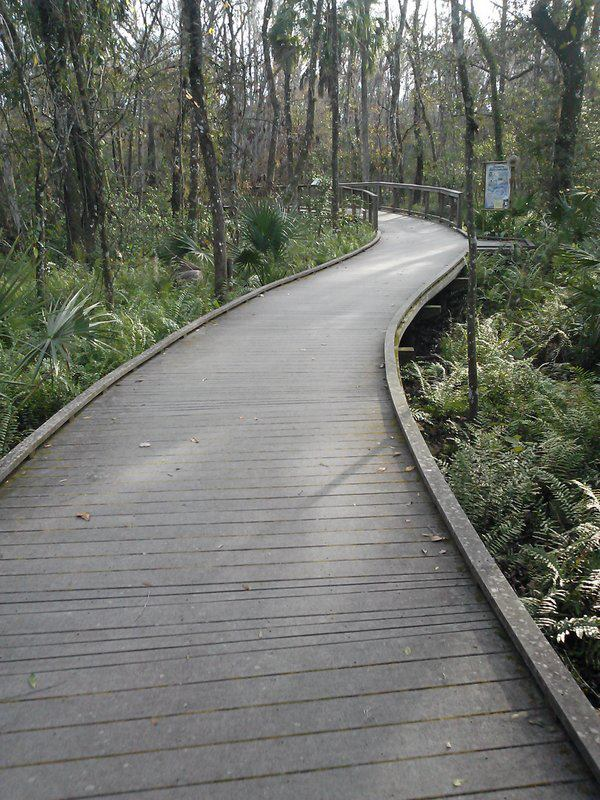
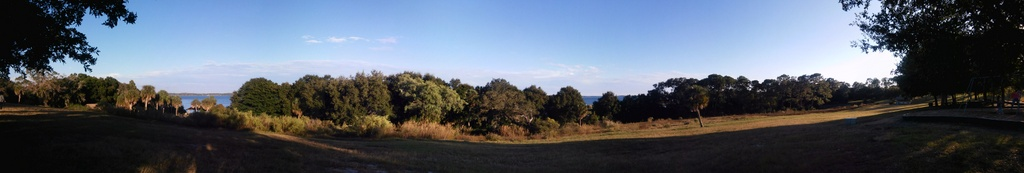

## أعلام
- بيل هيوز
- فيلي هور
- ريك روبرتس
- ميخائيل فرانس
- برادبري روبنسون

## وصلات خارجية
- www.pinellascounty.org/